# Gambit Tennison
Gambit Tennison là một khai cuộc cờ vua mà bên Trắng hy sinh một con tốt. Nước đi của gambit này bắt đầu với Khai cuộc Zukertort:
1. Nf3 d5 
2. e4
hoặc Phòng thủ Scandinavi:
1. e4 d5 
2. Nf3
Mã Bách khoa toàn thư về khai cuộc cho gambit Tennison là A06.

## Lịch sử
Người đầu tiên nghiên cứu sâu về khai cuộc này là Otto Mandrup Tennison (1834–1909). Tennison sinh ra ở Đan Mạch, học tập ở Đức và nhập cư đến Hoa Kỳ vào năm 1854. Ông sau đó chơi cờ vua ở các câu lạc bộ tại New Orleans, Louisiana. Nhiều kiện tướng cờ vua sử dụng khai cuộc này từ nửa đầu thế kỷ 20.

## Sau 2... dxe4 3. Ng5
- Trắng làm cho Đen chơi 3...Nf6??. Sau 4.d3 exd3 5.Bxd3 h6??, Trắng vào thế thắng với 6.Nxf7 Kxf7 7.Bg6+ Kxg6 8.Qxd8. Tiếp diễn này còn được biết đến là "Biến thể Tên lửa liên lục địa", được đặt tên theo YouTuber Bosnian Ape Society khi trong một video về Gambit này, thay vì chơi 8.Qxd8, Trắng phóng một tên lửa điều khiển chống tăng đến đối thủ.[6][7] Tên "Biển thể Tên lửa liên lục địa", "Biến thể ICBM" hoặc "Gambit ICBM" được dùng bởi các kiện tướng như IM Levy Rozman.[7]
- Sau 4.Bc4 e6 5.Nc3 a6 6.Ngxe4 Nxe4 7.Nxe4 b5 8.Be2 Bb7 9.Bf3, Trắng chiếm được lợi thế trong trận Ermenkov–Bonchev, Bulgaria 1970.
- 3...e5! 4.Nxe4 f5! đem Đen lợi thế.[8]
- 3...Bf5 sẽ cho Đen thế tốt hơn. Nếu tiếp diễn thì có thể sẽ đi 4.Nc3 Nf6, dẫn đến lợi thế cho Đen.

## Trận nổi bật
Otto M. Tennison vs. NN, New Orleans 1891: 1. Nf3 d5 2. e4 dxe4 3. Ng5 f5 4. Bc4 Nh6 5. Nxh7 Rxh7 6. Qh5+ Kd7 7. Qg6 Rh8 8. Be6+ Kc6 9. Bxc8+ Qd6 10. Qe8+ Kb6 11. Qa4 1–0
Trận tiếp diễn: 11...Qc6 then 12. Qb3+ Ka6 13. Nc3 thì 14. Bxb7+ hoặc 11...e6 12. a3, v.v (Tennison)